# حمل پنهان

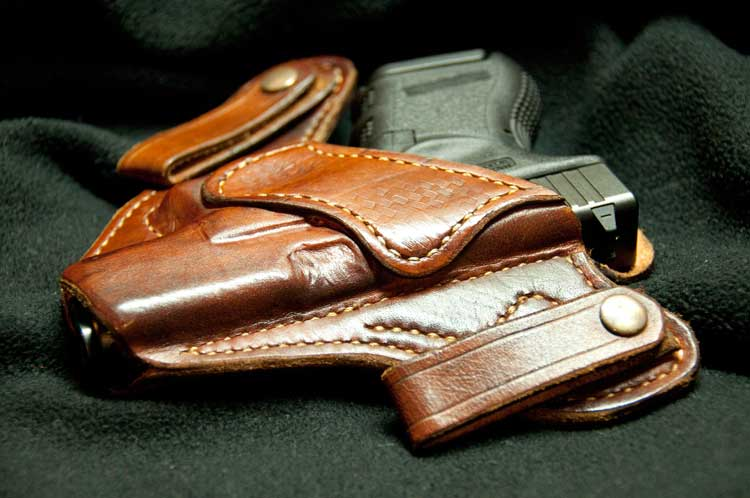
یک غلاف مخفی داخل کمربند (IWB) که به یک کمربند بسته می‌شود یا به کاربر امکان می‌دهد تا سلاح را به طور ایمن داخل شلوار ببندد. برخی از غلاف‌های IWB به پوشنده شان این امکان را می‌دهند که یک پیراهن را روی اسلحه گرم و غلاف قرار دهد.

حمل پنهان یا حمل سلاح مخفی ، عمل حمل سلاح (معمولاً یک اسلحه کمری مانند یک تفنگ دستی ) است، چه در مجاورت یا  در مکان‌های عمومی به نحوی که سلاح را از نظاره کنندگان پیرامونی پنهان کند یا بپوشاند  .  متضاد حمل پنهان را حمل باز می نامند.
در حالی که اکثر افسران مجری قانون اسلحه های دستی خود را در غلاف قابل مشاهده حمل می کنند، برخی از افسران مانند کارآگاهان لباس شخصی یا ماموران مخفی اسلحه را در غلاف های مخفی حمل می کنند. در برخی کشورها و حوزه های قضایی، غیرنظامیان از نظر قانونی ملزم به دریافت مجوز حمل پنهان برای داشتن و حمل سلاح گرم هستند. در برخی دیگر، مجوز حمل پنهان سلاح فقط در صورتی لازم است که اسلحه با چشم قابل مشاهده نباشد، مانند حمل سلاح  در کیف ، کیف ، صندوق عقب و غیره شخص.

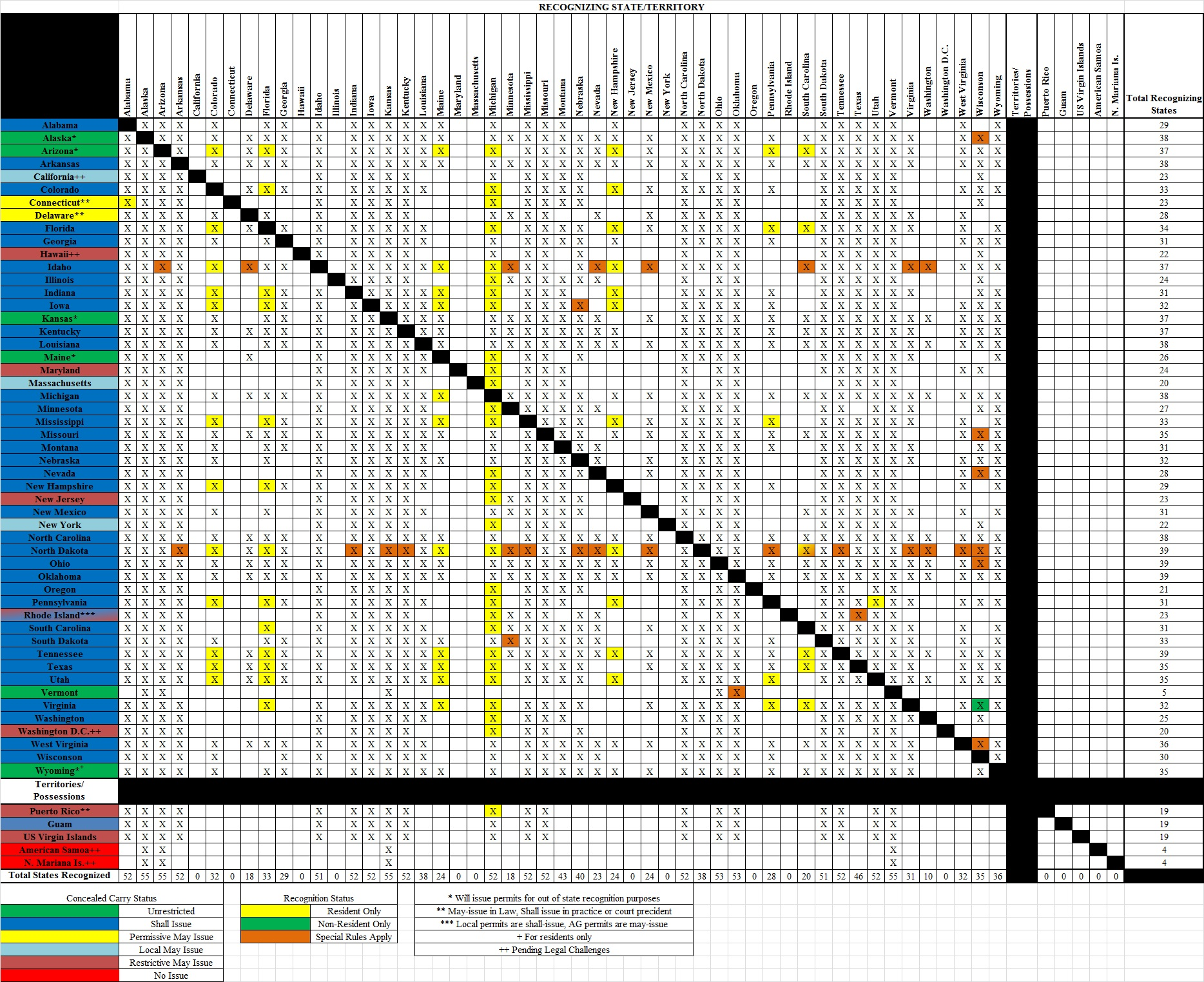
شناسایی مخفی حمل توسط ایالت (منسوخ شده)